# A játékteszt
A játékteszt a Fekete tükör című brit sci-fi sorozat kilencedik epizódja, amit a sorozat showrunnere, Charlie Brooker írt, és Dan Trachtenberg rendezett. 2016. október 21-én mutatta be a Netflix, a harmadik évad többi részével egyszerre.
Ebben az epizódban a világutazó Cooper (Wyatt Russell) részt vesz egy kísérleti kiterjesztett valóság-szimuláció tesztelésében, hogy némi pénzre tegyen szert. A berendezés az agyához kapcsolódik és egy horrorjátékot testesít meg. Az epizód ötlete Brookertől származott, aki elképzelt egy kiterjesztett valóságban megvalósított Whac-A-Mole játékot, ahol a lények egyre gyorsabban jelentek meg, az őrületbe kergetve a játékost. Bár a Tokióban történő forgatást is tervbe vették, ezt a részt is Londonban vették fel.
Műfaját tekintve "A játékteszt" egy pszichológiai horror ismérveivel rendelkezik, számtalan videojátékos utalással és a cselekmény későbbi pontjainak előrevetítésével. Vegyes fogadtatást kapott, főként a forgatókönyv és a befejezés miatt, habár a rendezést és Wyatt Russell színészi játékát alapvetően pozitívan értékelték. BAFTA, RTS Craft & Design, valamint Visual Effect Society Award-ra is jelölték.

## Cselekmény
Miután az apja meghalt Alzheimer-kór szövődményeiben, Cooper Redfield úgy dönt, hogy beutazza a világot, és ennek során soha nem veszi fel az őt kereső anyjának a telefont. Londonban a technológiai újságíró Sonjával tölti az estét, és nála is kénytelen éjszakázni, miután ellopják a személyazonosságát és leürítik a bankszámláját is. Szorult helyzetében elvállalja a SaitoGemu nevű cégnek, hogy pénzért teszteli az egyik új programjukat.
Az épületbe érkezve a tesztet vezető Katie kikapcsoltatja a telefonját, de ő titokban mégis visszakapcsolja, hogy fényképeket készíthessen Sonjának. Ezután a nyaka hátuljára kap egy apró implantátumot, melynek segítségével kiterjesztett valóságban játszhat egy kör Whac-A-Mole játékot. Coopert lenyűgözi a technika, és kéri, hogy hadd tesztelhessen még. Találkozik a cég vezetőjével, Souval, aki elmondja neki, hogy van egy kísérleti program, amelyben egy horrorjátékban játszhat, ahol mesterséges ideghálózat segítségével figyelik a félelmeit, és ez generálja magát a programot.
A Harlech House-ban, amit Cooper felismer egy korábbi SaitoGemu-játékból, találja magát, ahol egy fülesen keresztül tud kommunikálni Katie-vel, és kamerák is vannak. Először egy pókot lát, majd egy alakot megjelenni egy festményen. Lépéseket hall, majd megjelenik Josh Peters, az iskolai zaklatója. A konyhában egy óriási pók bukkan fel, szintén Peters arcával, ezután Cooper fülese elromlik. Megérkezik Sonja és sürgeti Coopert, hogy távozzon, de Coopernek furcsának hangzik a történet, amit előad neki. Sonja rátámad és összecsapnak. Miközben a nő feje lassan egy vörös koponyává alakul át, Cooper átdöfi őt egy késsel, és ekkor Sonja, a kés, és Cooper sérülései is eltűnnek.
Újra működni kezd a füles, Katie pedig arra kéri Coopert, hogy menjen fel az emeletre, ahol véget ér a szimuláció. Katie elkezdi faggatni Coopert a tapasztalatairól, aki hirtelen amnéziás lesz: először arra nem emlékszik, amit látott, majd egyre inkább az anyjára sem. Megpróbálja levágni magáról a szimulációt vezértlő eszközt, de Katie és Sou megakadályozzák ebben, közölve, hogy a technológia túl fejlett ahhoz, hogy csak úgy ki lehessen vágni.
Cooper ezután Sou irodájában ébred - mint kiderül, az egész alig egy másodpercig tartott, és abból, amit tapasztalt, semmi nem volt igazi. Hazautazik, és döbbenten talál rá az anyjára, aki egyáltalán nem ismeri fel őt, mégis állandóan az ő számát hívja. Hirtelen visszakerülünk az első teszt szobájába, ahol Cooper az anyja után kiált, majd az eszköz felrobban, megölve őt. Mint kiderül, a szimuláció elindítását követően Cooper valójában már 4 századmásodperccel később halott volt, mert az anyja pont akkor hívta őt telefonon, és a készülék által keltett interferencia berobbantotta a chipet. Minden, amit a teszt megkezdésétől kezdve láttunk, csak Cooper tudatában zajlott le, a másodperc törtrésze alatt.

## Szereplők
| Szerep          | Színész            | Magyar hang    |
| --------------- | ------------------ | -------------- |
| Cooper Redfield | Wyatt Russell      | Varga Gábor    |
| Sonja           | Hannah John-Kamen  | Solecki Janka  |
| Katie           | Moszaku Vunmi      | Kocsis Mariann |
| Szaitó Sou      | Jamamura Ken       | Molnár Levente |
| Cooper anyja    | Elizabeth Moynihan |                |

## Az epizód készítése
Ez a rész is egyike volt azoknak, amelyek a harmadik évad keretein belül egyszerre debütáltak a Netflixen. Brooker eredeti forgatókönyv-ötlete a Whac-A-Mole játékot helyezte a középpontba, ami egyre gyorsabban és gyorsabban zajlott, teljesen megőrjítve az illetőt, aki játszott vele. Azonban ez az ötlet csak körülbelül negyedórás epizódhoz lett volna elég, ezért kitalálta hozzá a kísértetházat, amely a játékos legbelső félelmeit megjelenítve rémisztget.
Dan Trachtenberg eddigre már megrendezte a Cloverfield Lane 10 című filmet, így került képbe az epizód rendezése kapcsán is. Az epizód végi csattanó eredetileg nem volt a forgatókönyv része, hanem csak az írás későbbi fázisaiban találták ki. Brooker szerint a nézők többsége nem értette meg az epizód végét, amivel nincs egy véleményen Trachtenberggel.
Néhány ötletet nem használtak fel. Eredetileg Cooper és az anyja közti viszony is egészen más lett volna, továbbá egy elvetett ötlet szerint Cooper áttörte volna a negyedik falat, felfedezve, hogy ő egy szereplő a "Fekete tükörben". Ha ez megvalósult volna, találkozott volna más szereplőkkel a korábbi epizódokból. Brooker tervezte azt is, hogy az epizódnak legyen egy "rémálom módja", azaz bizonyos jelenetek másodszori megtekintésre legyenek egészen mások. Később ezt az ötletét a "Bandersnatch"-ben valósította meg.
A szemfüles megfigyelő számtalan videojátékos utalást fedezhet fel az epizódban. Sonja szobájában a polcokon Trachtenberg kedvenc játékai sorakoznak, Sou karaktere pedig Kodzsima Hideo karaktere után lett mintázva.

## Forráshivatkozások
1. ↑  Fekete tükör - III/2. rész: Játékteszt - ISzDb. iszdb.hu. (Hozzáférés: 2023. június 26.)
2. 1 2  Bojalad, Alec: How Black Mirror Embraced Its Horror Potential with Playtest (amerikai angol nyelven). Den of Geek, 2020. október 21. (Hozzáférés: 2023. június 26.)
3. ↑  Strause, Jackie: ‘Black Mirror’ Interactive Film: Inside the 2-Year Journey of ‘Bandersnatch’ (amerikai angol nyelven). The Hollywood Reporter, 2018. december 28. (Hozzáférés: 2023. június 26.)

## Fordítás
Ez a szócikk részben vagy egészben  a   Playtest (Black Mirror) című angol Wikipédia-szócikk ezen változatának fordításán alapul.  Az eredeti cikk szerkesztőit annak laptörténete sorolja fel. Ez a jelzés csupán a megfogalmazás eredetét és a szerzői jogokat jelzi, nem szolgál a cikkben szereplő információk forrásmegjelöléseként.